# Мухамед Бешич
Муха́мед Бе́шич (босн. Muhamed Bešić, нар. 10 вересня 1992, Берлін, Німеччина) — боснійський та німецький футболіст, захисник та півзахисник «Ференцвароша» та національної збірної Боснії і Герцеговини.

## Клубна кар'єра
Народився в столиці Німеччини Берліні в родини емігрантів з Боснії, що зберегли боснійське громадянство. 
У ранній молодості Мухамед грав за маловідомий клуб «Тіргартен 58». Потім був придбаний клубом «Рейнікендорфер Фюксе», де провів майже всю юнацьку кар'єру. Після того став вихованцем берлінської «Теніс-Боруссії», а 2009 року перейшов до «Гамбург», де ще один сезон виступав за юнацьку команду.
Влітку 2010 року став гравцем «Гамбурга», проте здебільшого виступав за другу команду, що виступала в четвертому за рівнем дивізіоні Німеччини, в якому провів два сезони, взявши участь у 38 матчах чемпіонату. За основну команду провів лише три матчі у Бундеслізі в сезоні 2010/11. У березні 2012 року Бешич був відсторонений від першої команди, через відсутність дисципліни менеджером Торстеном Фінком.
В серпні 2012 року став гравцем угорського «Ференцвароша» і в першому ж сезоні допоміг клубу виграти Кубок угорської ліги. Загалом відіграв за клуб з Будапешта два сезони.
28 липня 2014 року уклав п'ятирічний контракт з англійським «Евертоном», який сплатив за трансфер захисника 4 мільйони фунтів. 
У 2018 був орендований клубом «Міддлсбро», а у 2019 році клубом «Шеффілд Юнайтед».

## Виступи за збірну
Бешич заявив в інтерв'ю, що він відхилив пропозицію зіграти за Німеччину на юнацькому рівні, тому що він хотів грати тільки за збірну Боснії і Герцеговини. Дебютував за молодіжну збірну Боснії і Герцеговини у вересні 2010 року проти однолітків з Італії. 5 листопада 2010 року був викликаний в національну збірну для товариського матчу 17 листопада 2010 року проти Словаччини. Дебютувавши у матчі, став наймолодшим гравцем, який коли-небудь грав за національну збірну Боснії і Герцеговині, побивши рекорд Міралема П'янича.

## Досягнення
- Володар Кубка угорської ліги (1):

«Ференцварош»: 2012-13
- Чемпіон Угорщини (2):

«Ференцварош»: 2021-22, 2022-23
- Володар Кубка Угорщини (1):

«Ференцварош»: 2021-22